# Халката
Скално-култовият комплекс Халката е локализиран в местността Халката при с.Глушник (Област Сливен), на 10 km източно от гр. Сливен.

## Откритие
Обектът е документиран за първи път от Петър Бънов, който предполага, че това място е свързано с
астрономически наблюдения.
Обектът е разположен в южното подножие на възвишението Чуката, източно от с. Глушник, на около 30 m над нивото на Тракийската низина, попадайки в непосредствената предпланинска периферия на едно
антично и средновековно селище.

## Описание и особености
Централният елемент в комплекса е една изкуствено пробита елипсовидна дупка (сплесната по вертикала), наречена „халката“. Тя е издялана в средата на горния край на издължена в посока север-
юг вертикална плочеста скална форма (с дължина 5-6 m). Дупката е широка 0,77 m и висока 0,45 m. Гледана от различни точки, контурът и придобива различни овални очертания – понякога се вижда дори като вертикално издължена елипса.
На 33,88 m северозападно от „Халката“ е разположен издълбан в скалите „трон“. Това е плитко вкопана форма, дълга 0,70 m, широка 0,77 m (север-юг), с височина на „облегалката“ (от запад) максимум 40 см.
Въпреки че е силно ерозирал, „тронът“ е добре видима и различима, изкуствена, дялана форма в скалата. Размерите и разположението му показват, че той е бил използван като място за сядане на физически наблюдател (на изгреви на Слънцето, а може би и на Луната). Когато човек седне в този „трон“, той с изненада установява, че линията на хоризонта минава точно през средата на отвора на „халката“ (факт, установен още от П. Бънов). Това очевидно е съзнателно търсен и изкуствено създаден ефект. Хоризонтът е разделен, в „халката“, на две равни части – небе и земя. Същинският обект-обсерватория се разгръща в посока запад, където са разположени много участъци с наличието на скали. На 6 до 8 m западно от „халката“, минава плитко „дере“, ориентирано в посока север-юг. В това дере, както и върху следващия (на запад) нисък хребет, от скалния материк се подават множество коренни скали, повечето от които, в горната си част, имат вид на „гъбрбици“. В западния край на това дере, отново в посока север-юг, се протака един малък скалист „хребет“, след който идва подобие на второ дере, макар и по-плитко, в западния край на което е скалният венец („хребет“; също с посока север-юг), на източния ръб на който е издялан „тронът“. Важно е да се отбележи, че споменатият току-що междинен скален „хребет“, е одялан умишлено, в най-високите си части, за да може „халката“ да стане видима от наблюдател, който седи в „трона“ (на
такава височина, че в „халката“ да се разполовява хоризонта).
Според Николай Дерменджиев „Халката“ при с. Глушник е „астрономическа обсерватория“, par exelence, според него тя е служела за воденето (т.е. регулирането) на лунно-слънчев календар, в който интеркаларните месеци са били вмъквани основно през месец февруари/март – за изравняване с пролетното равноденствие. Дерменджиев изтъква че, „Халката“ при с. Глушник намира формални паралели в така нар. „пробити камъни“ от мегалитната култура в Западна Европа. В кантона Аманс (Франция) се намирал камък, пред който бременни жени коленичели и се молели за здравето на своите деца, като хвърляли монети
през дупката.